# Brusgi
Brusgi (belarussisch Брузгі Bruzhi; russisch Брузги Brusgi) ist eine kleine Ortschaft im Westen von Belarus direkt an der Grenze zu Polen. Brusgi ist Ortsteil der Stadt Baranawitschy.
Sprachlich ist der Ortsname eine Pluralform in der russischen und belarussischen Sprache.

## Geografie
Die nächste größere Stadt ist Grodno, etwa 25 Kilometer östlich von Brusgi. Direkt gegenüber liegt auf polnischer Seite das Dorf Kuźnica.

## Wirtschaft und Infrastruktur
Durch Brusgi führt die belarussische Fernstraße M-6 (in Polen weiter als DK19); hier befindet sich der belarussische Grenzkontrollpunkt. Einige Kilometer nördlich der Straße verläuft die internationale Eisenbahnlinie von Grodno ins polnische Białystok und Warschau, ehemals Petersburg-Warschauer Eisenbahn. Der zugehörige Grenzkontrollpunkt liegt auf polnischer Seite im Bahnhof Kuźnica Białostocka.

## Sonstiges
Im Sommer und Herbst 2021 ging Brusgi durch die Schlagzeilen, als sich dort eine große Zahl von Migranten versammelte, um ohne Visum die Grenze zu überschreiten und damit in die Europäische Union zu gelangen, siehe Migrationskrise an der Grenze zwischen Belarus und der Europäischen Union. Anfang 2022 teilte das belarussische Rote Kreuz in Minsk mit, 600 Menschen seien in einer Notunterkunft in der Lagerhalle eines Logistikzentrums in Brusgi untergebracht.